# Idioscopus incertus
Idioscopus incertus är en insektsart som beskrevs av Baker 1924. Idioscopus incertus ingår i släktet Idioscopus och familjen dvärgstritar. Inga underarter finns listade i Catalogue of Life.